# Circo bianco
Nella terminologia dello sci, l'espressione circo bianco indica l'insieme delle competizioni sciistiche e, più in generale, l'ambiente relativo agli atleti, agli allenatori, ai giornalisti, ai tecnici di pista, agli skiman e a tutte le persone attive nel settore.
L'espressione è utilizzata prevalentemente in merito alle manifestazioni poste sotto l'egida della Federazione Internazionale Sci e soprattutto allo sci alpino.